# Šatorovići (dystrykt Brczko)
Šatorovići – wieś w Bośni i Hercegowinie, w dystrykcie Brczko. W 2013 roku liczyła 1472 mieszkańców, z czego większość stanowili Boszniacy.